# Exército Imperial Francês (1852–1870)
O Exército Imperial Francês (1852–1870), era o ramo militar terrestre do Segundo Império Francês. Existiu desde a formação do Segundo Império em 2 de dezembro de 1852 até a dissolução do Império em 4 de setembro de 1870.